# Mesa Verde Administrative District
Le Mesa Verde Administrative District est un district historique du comté de Montezuma, dans le Colorado, aux États-Unis. Protégé au sein du parc national de Mesa Verde, il abrite quelques bâtiments tous construits dans le style Pueblo Revival, parmi lesquels un musée archéologique, le Chapin Mesa Archeological Museum. Il est inscrit au Registre national des lieux historiques depuis le 28 mai 1987 et est classé National Historic Landmark depuis le lendemain. 